# Riksväg 61
Der Riksväg 61 ist eine schwedische Fernverkehrsstraße in Värmlands län.

## Verlauf
Die Straße zweigt in Karlstad vom Europaväg 18 ab und verläuft nach Nordwesten über Fagerås, wo sie den Europaväg 45 kreuzt, Arvika und Charlottenberg zur schwedisch-norwegischen Grenze zwischen Eda glasbruk und Magnor. In Norwegen findet sie ihre Fortsetzung im Riksvei 2.
Die Länge der Straße beträgt rund 110 km.